# Kazuhiro Wada
Kazuhiro Wada, född den 19 juni 1972 i Gifu, är en japansk professionell basebollspelare som tog brons vid olympiska sommarspelen 2004 i Aten.
Wada representerade Japan i World Baseball Classic 2006, där Japan vann. Han spelade två matcher och hade inga hits på två at bats.